# Bae Su-min
Bae Su-min (hangul: 배수민: ur. 13 marca 2001 w Pohang), lepiej znana jako Sumin – południowokoreańska piosenkarka, która zadebiutowała jako członkini i liderka grupy STAYC pod szyldem High Up Entertainment w listopadzie 2020 roku.

## Życiorys

### Wczesne życie i edukacja
Bae Su-min urodziła się 13 marca 2001 roku w Nam-gu, Pohang, w prowincji Gyeongsang Północny, jako druga z dwóch córek. Uczęszczała do szkoły podstawowej i gimnazjum Pohang Idong, następnie ukończyła liceum Kyungil.

### Przed debiutem
Bae Su-min łącznie była stażystką przez około 5 i pół roku, między innymi w Plan A Entertainment (obecnie IST Entertainment). W 2016 roku pojawiła się w programie „Me & 7 Men” boysbandu Victon oraz zagrała w reklamie Pumy u boku BTS. W 2018 roku wystąpiła w teledysku „The Last Night” piosenkarza Huh Gaka i dołączyła do High Up Entertainment.
Przed debiutem w STAYC trenowała w High up Entertainment przez około 2 i pół roku, ale w połączeniu z poprzednimi treningami daje około 5 i pół roku, co czyni ją członkinią z najdłuższym okresem treningowym w grupie.

## Kariera

### Od 2020: Debiut w STAYC
9 września 2020 roku została ogłoszona jako druga członkini STAYC. Jej debiutancki film prologowy ukazał się 15 października tego samego roku.
12 listopada 2020 roku Sumin zadebiutowała jako liderka i główna wokalistka grupy STAYC, wydając z nią swój pierwszy single album Star To A Young Culture.
Sumin pełniła funkcję liderki grupy od 12 listopada 2020 roku do 1 kwietnia 2023 roku. 1 kwietnia 2023 roku członkinie STAYC ogłosiły za pośrednictwem Weverse Live, że grupa będzie miała nowy rotacyjny system przywództwa: inna członkini (lub członkinie) będzie liderką (liderami) po comebacku.

## Filmografia

### Teledyski
| Rok  | Tytuł                                     | Artysta        | Przy. |
| ---- | ----------------------------------------- | -------------- | ----- |
| 2018 | „The Last Night” (마지막으로 안아도 될까) | Huh Gak (허각) | [ 9 ] |